# The Penguin
The Penguin è una miniserie televisiva statunitense creata da Lauren LeFranc. Basata sul personaggio del Pinguino di DC Comics, è uno spin-off del film The Batman (2022) che esplora l'ascesa al potere del Pinguino nel sottobosco criminale di Gotham City. LeFranc è la showrunner della serie, prodotta dai DC Studios in associazione con Warner Bros. Television.
Colin Farrell interpreta il Pinguino, riprendendo il suo ruolo da The Batman, affiancato nel cast da Cristin Milioti e Rhenzy Feliz.

## Trama
Ambientato una settimana dopo gli eventi di The Batman (2022), la serie esplora l'ascesa al potere di Oswald "Oz" Cobb / Pinguino nella malavita di Gotham City.

## Personaggi e interpreti

### Personaggi principali
- Oswald "Oz" Cobb / Pinguino, interpretato da Colin Farrell (adulto) e da Ryder Allen (adolescente), doppiato da Fabio Boccanera (adulto).
Ex tenente capo sfigurato del defunto boss del crimine Carmine Falcone che sta per diventare un boss criminale a pieno titolo.
- Sofia Falcone Gigante / Impiccato, interpretata da Cristin Milioti, doppiata da Valentina Favazza.
Figlia di Carmine e serial killer psicopatica che, dopo essere stata rilasciata da Arkham, combatte Oz per il controllo della criminalità organizzata di Gotham.
- Victor "Vic" Aguilar, interpretato da Rhenzy Feliz, doppiato da Tito Marteddu.
Adolescente che fa amicizia con Oz e diventa il suo autista.
- Francis Cobb, interpretata da Deirdre O'Connell, doppiata da Melina Martello.
Anziana madre di Oz affetta da demenza.
- Salvatore "Sal" Maroni, interpretato da Clancy Brown, doppiato da Gianni Giuliano.
Boss mafioso e trafficante di droga, le cui operazioni si sono concluse a seguito di una storica retata, in cui Carmine era un informatore.
- Eve Karlo, interpretata da Carmen Ejogo, doppiata da Francesca Fiorentini.
Maîtresse e amante di Oz.
- Alberto Falcone, interpretato da Michael Zegen, doppiato da Davide Perino.
Figlio di Carmine e fratello maggiore di Sofia, dipendente da droga e alcool.
- Castillo, interpretato da Berto Colon, doppiato da Emilio Mauro Barchiesi.
Soldato e guardia del corpo di Sofia.
- Milos Grapa, interpretato da James Madio, doppiato da Alberto Bognanni.
Caporegime per la famiglia Falcone ed ex guardia del corpo di Carmine.
- Mickey Stone, interpretato da Joshua Bitton.
Soldato dei Falcone, fedele a Oz.
- Nick Fuchs, interpretato da David H. Holmes.
Soldato dei Falcone, fedele a Oz.
- Bruno Tess, interpretato da Daniel J. Watts.
Tirapiedi di Oz.
- Calvin, interpretato da Ben Cook.
Amico di Victor che tenta di derubare i cerchioni dell'auto di Oz.
- Bella Reál, interpretata da Jayme Lawson, doppiata da Emanuela Ionica.
Sindaca di Gotham City.
- Johnny Viti, interpretato da Michael Kelly, doppiato da Franco Mannella.
Sottocapo della famiglia Falcone.
- Carmine Falcone, interpretato da Mark Strong, doppiato da Francesco Prando.
Boss del crimine deceduto e padre di Sofia e Alberto. Strong sostituisce John Turturro, che ha interpretato il personaggio in The Batman.
- Luca Falcone, interpretato da Scott Cohen, doppiato da Fabrizio Pucci.
Caporegime dei Falcone e fratello di Carmine.
- Nadia Maroni, interpretata da Shohreh Aghdashloo, doppiata da Laura Romano.
Moglie di Salvatore e sottocapo della famiglia Maroni.
- Dott. Julian Rush, interpretato da Theo Rossi, doppiato da Flavio Aquilone.
Psichiatra di Sofia ad Arkham e in seguito suo amante.
- Carla Viti, interpretata da Aleksa Palladino, doppiata da Elena Perino.
Cugina di Sofia.
- Marcus Wise, interpretato da Craig Walker, doppiato da Massimo De Ambrosis.
Detective corrotto assunto da Sofia per trovare la talpa che ha passato le informazioni sulla spedizione del carico di drop.
- Tina Falcone, interpretata da Tess Soltau.
Moglie di Luca e amante di Johnny.
- Magpie / Margaret Pye, interpretata da Marié Botha, doppiata da Letizia Ciampa.
Detenuta di Arkham e vicina di cella di Sofia.
- Squid, interpretato da Jared Abrahamson.
Spacciatore di Crown Point e leader di una gang che ha incaricato Victor di rubare i cerchioni dell'auto di Oz.
- Summer Gleeson, interpretata da Nadine Malouf.
Giornalista del Gotham Gazzette che interroga Sofia sulla morte di alcune donne all'Iceberg Lounge.
- Mackenzie Brock, interpretato da Con O'Neill.
Capo della polizia di Gotham.
- Zeke, interpretato da Ade Otukoya.
Elettricista che cerca di ripristinare la corrente nella base sotterranea di Oz.
- Rex Calabrese, interpretato da Louis Cancelmi.
Boss del crimine di basso rango che ha ispirato Oz ad intraprendere la carriera di gangster.
- Benny Cobb, interpretato da Nico Tirozzi.
Fratello minore di Oz.
- Jack Cobb, interpretato da Owen Asztalos.
Fratello maggiore di Oz.

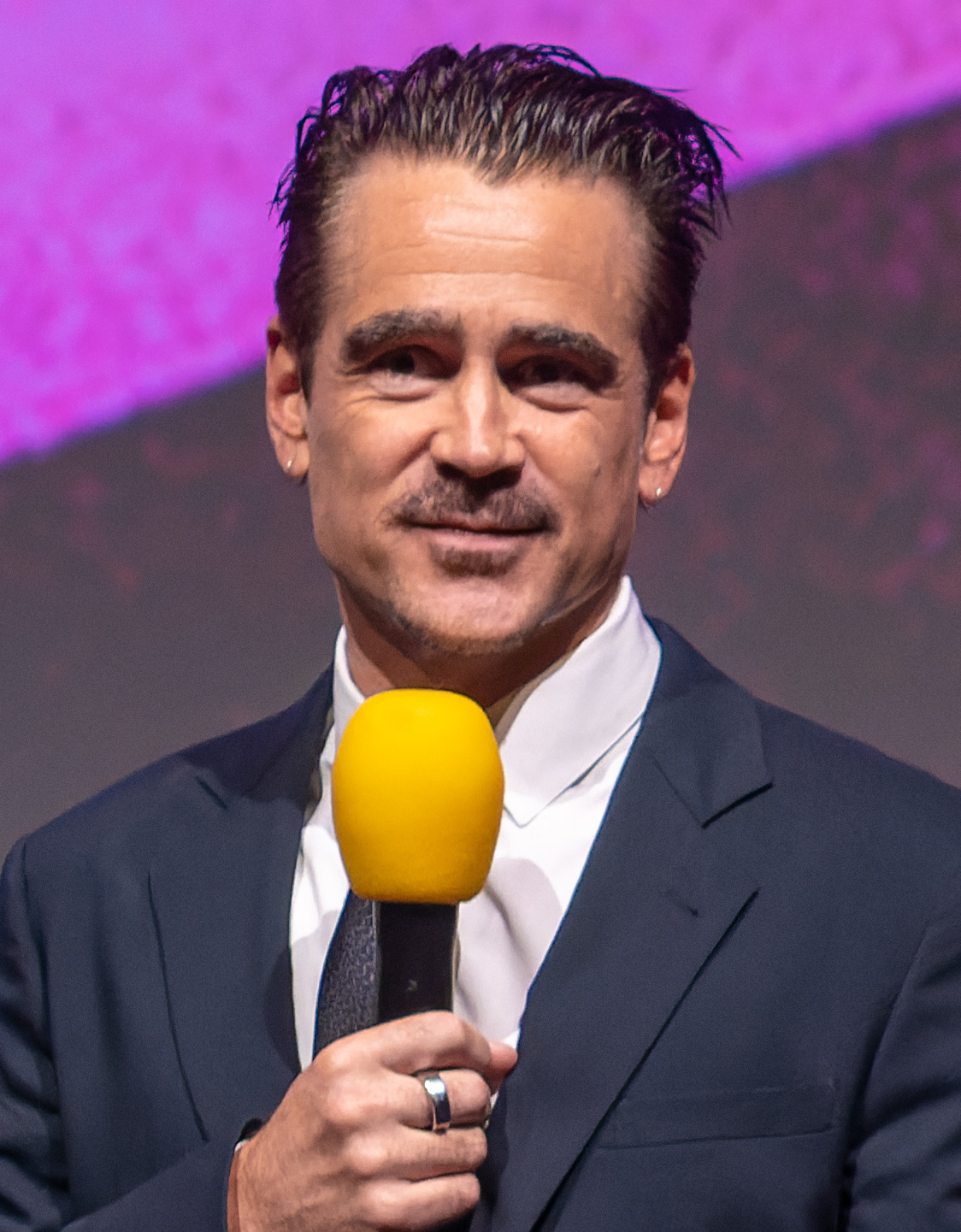
Colin Farrell
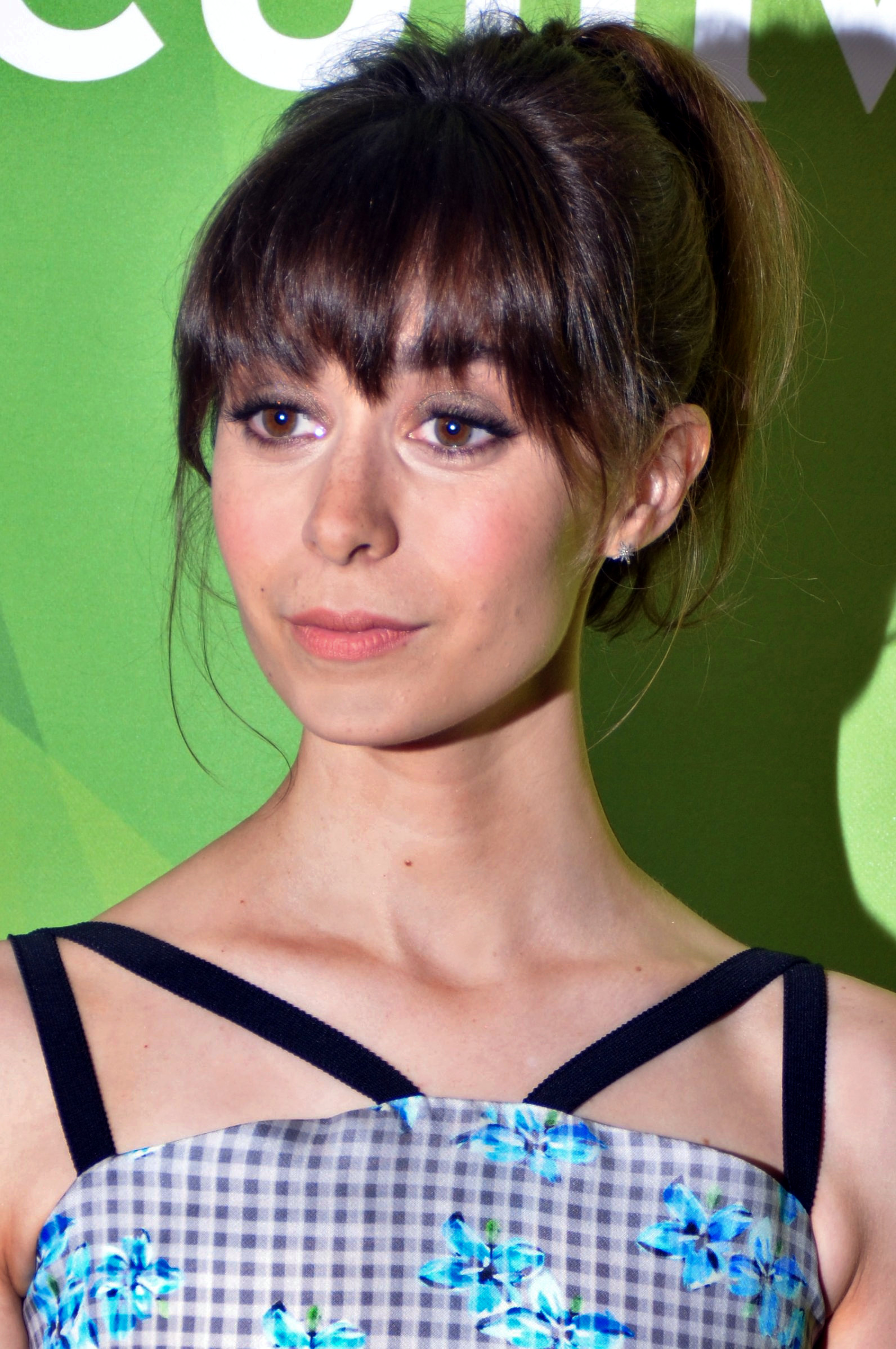
Cristin Milioti
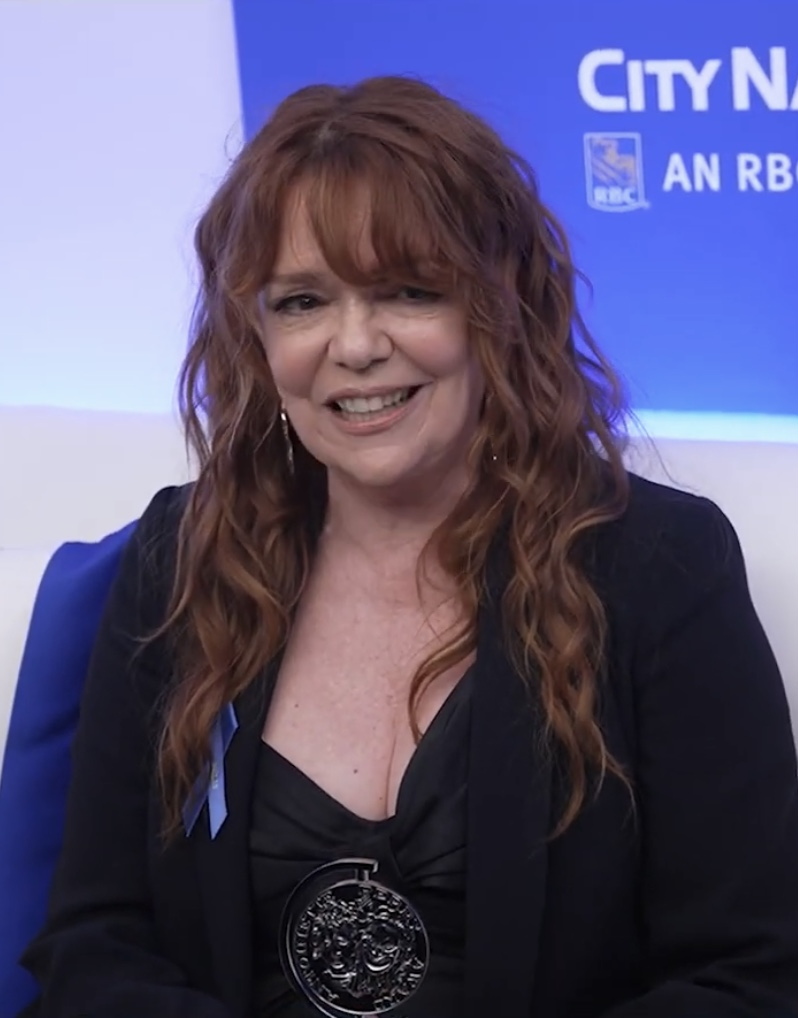
Deirdre O'Connell
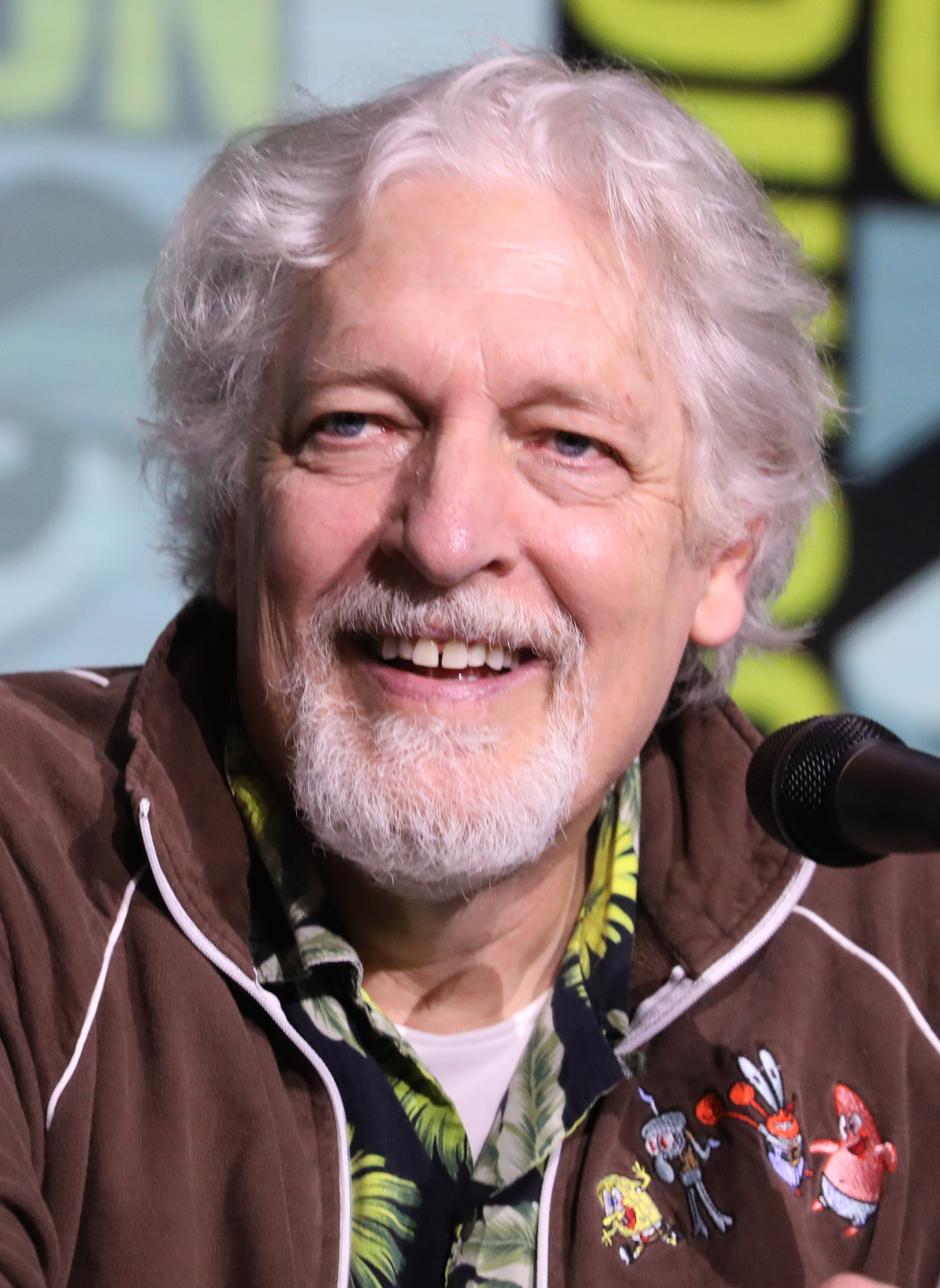
Clancy Brown
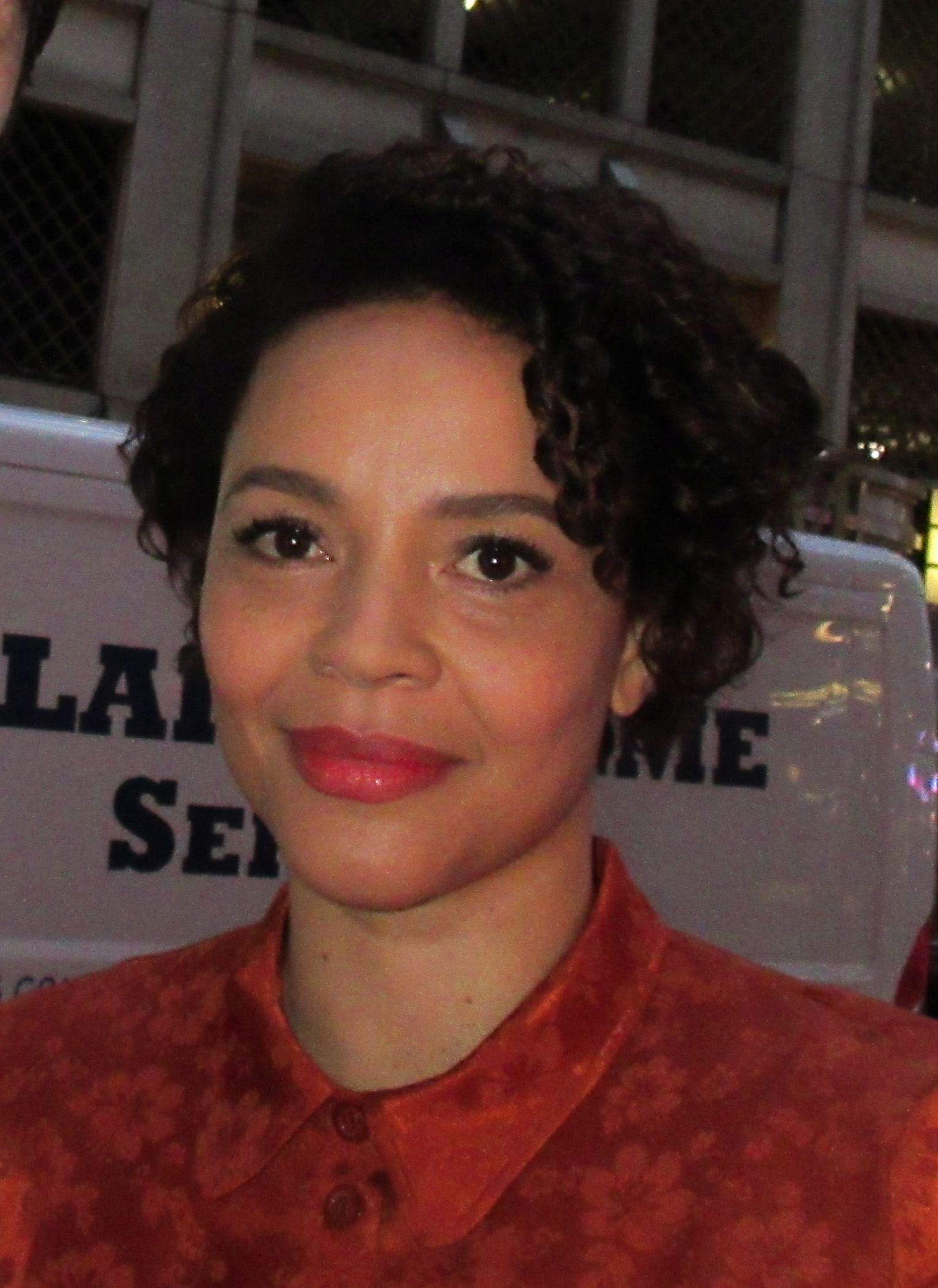
Carmen Ejogo
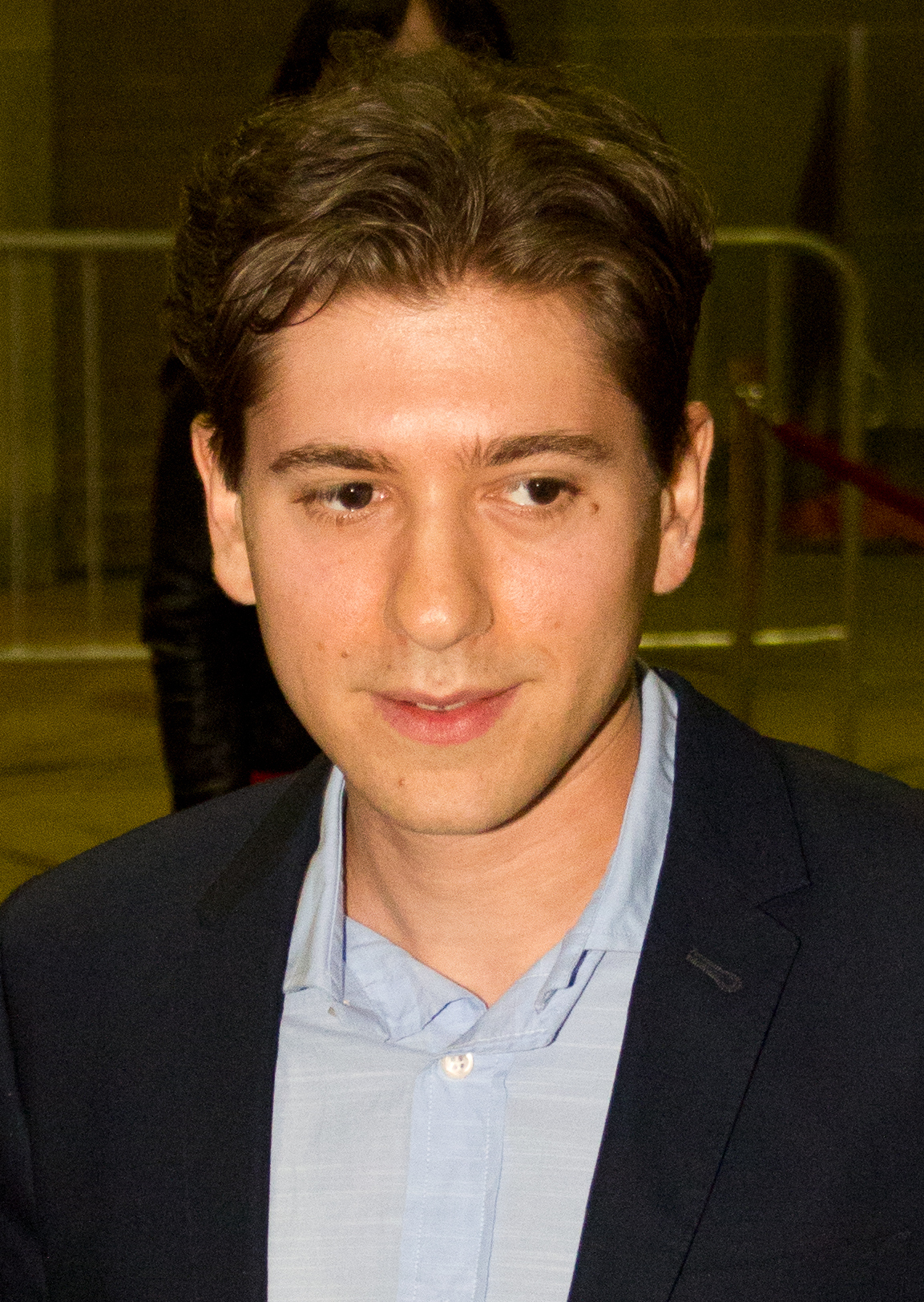
Michael Zegen
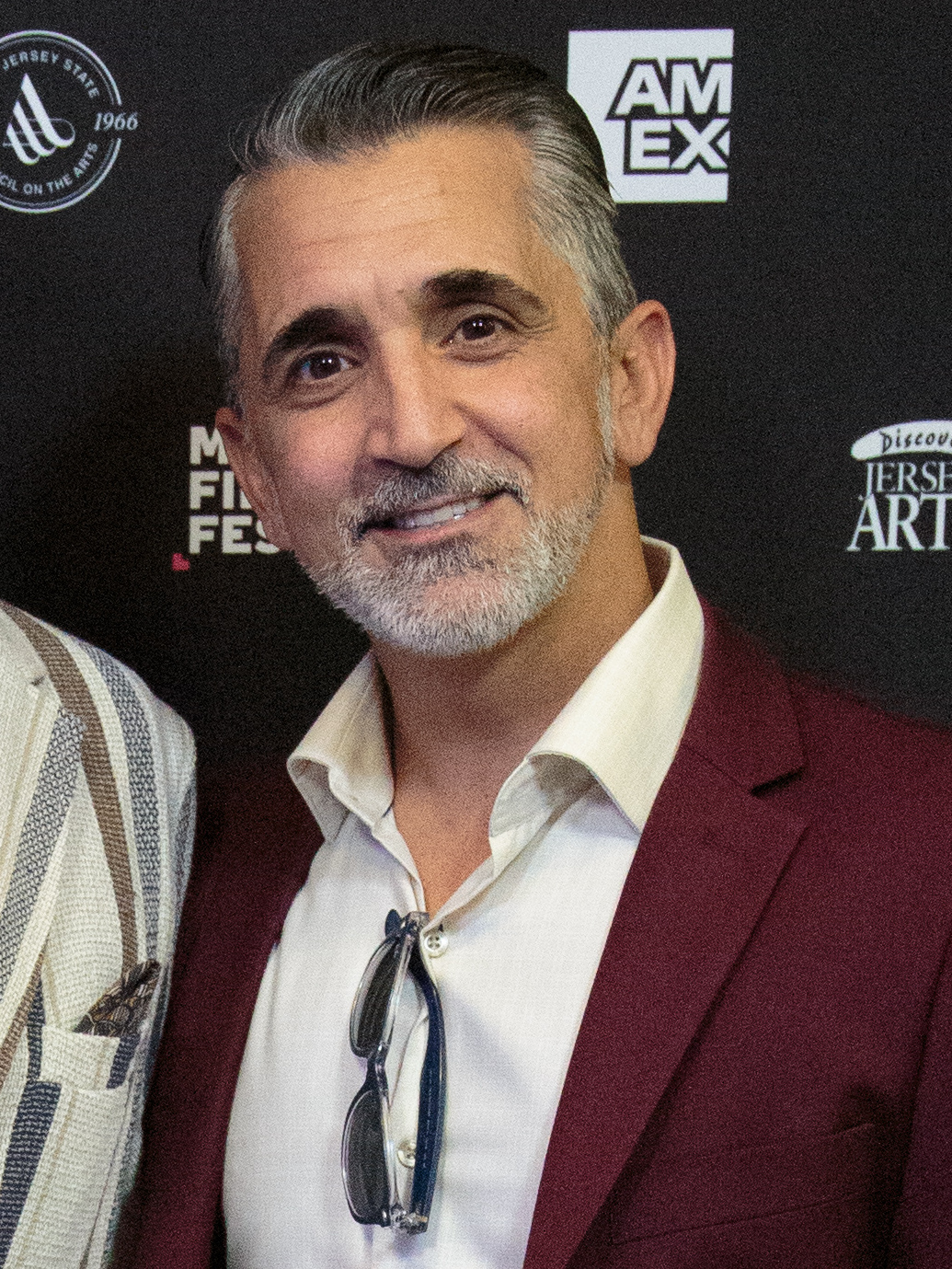
James Madio
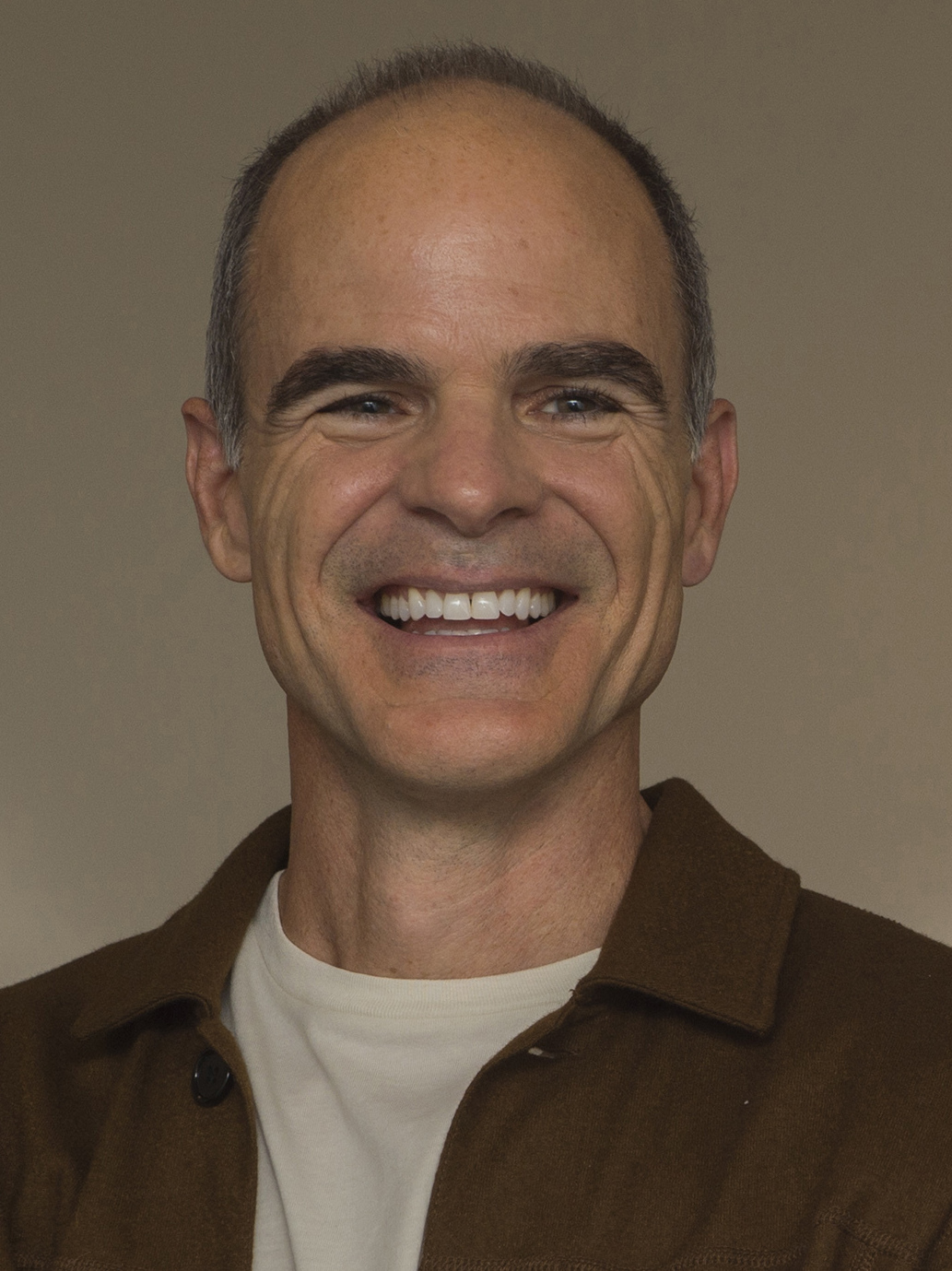
Michael Kelly
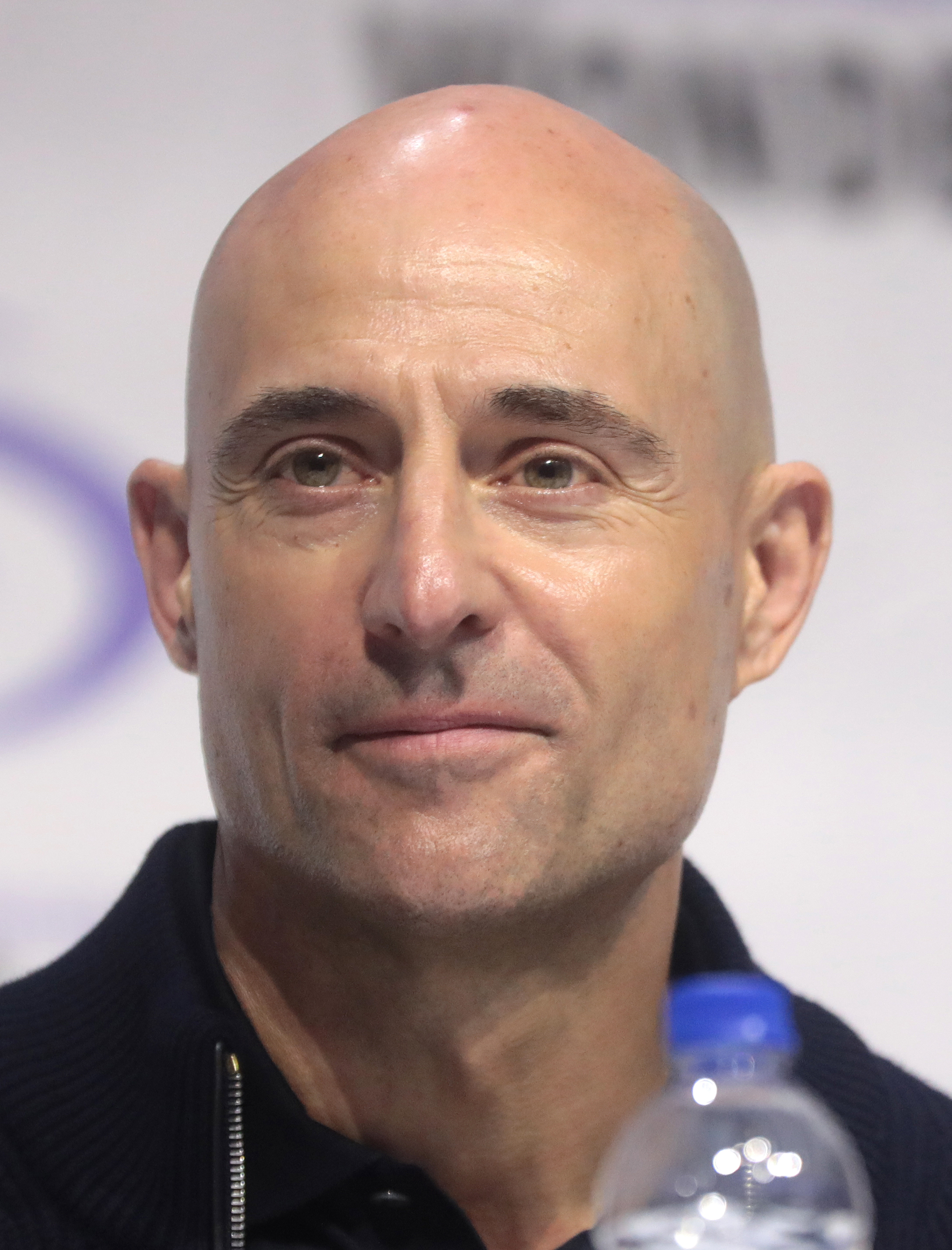
Mark Strong
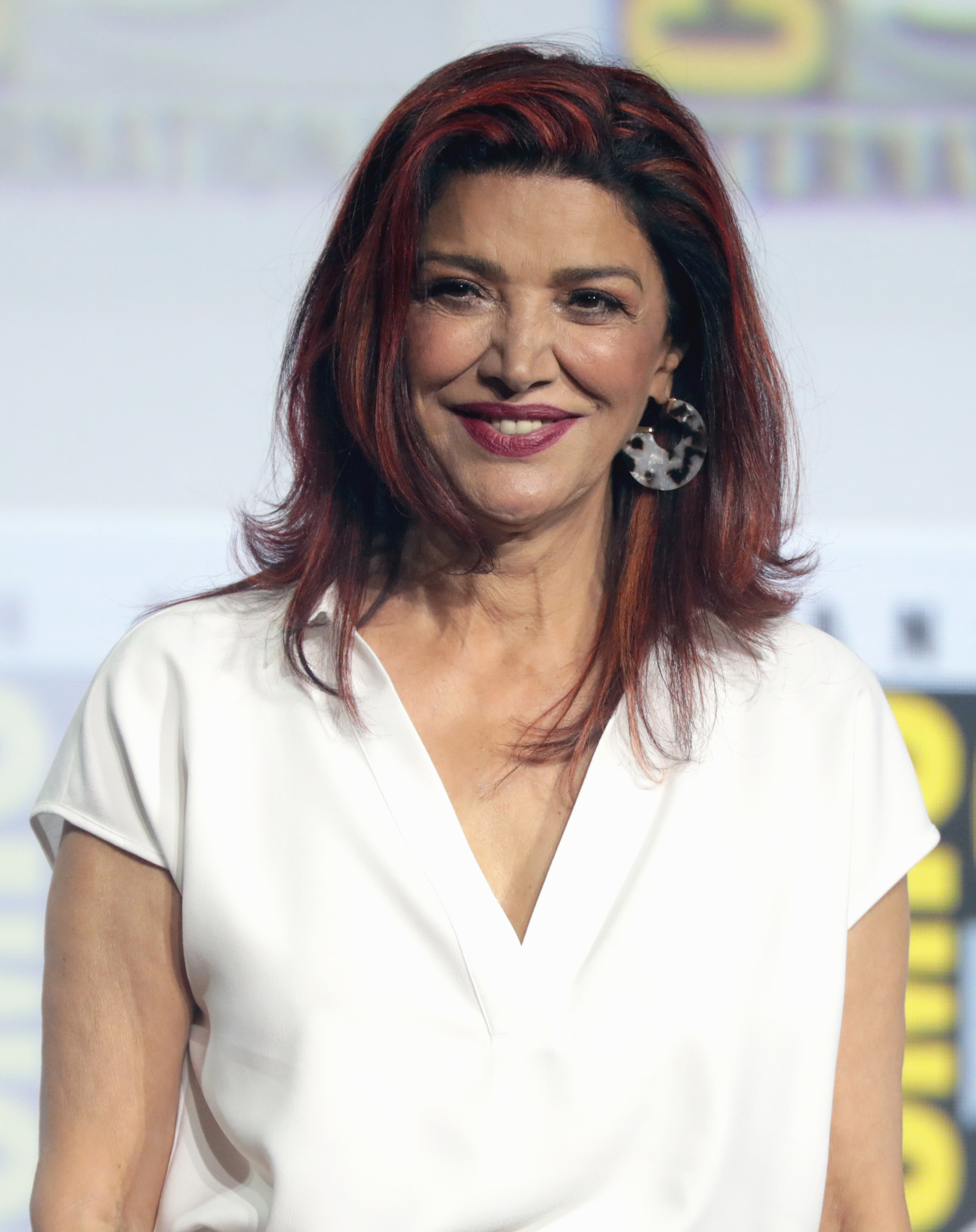
Shohreh Aghdashloo
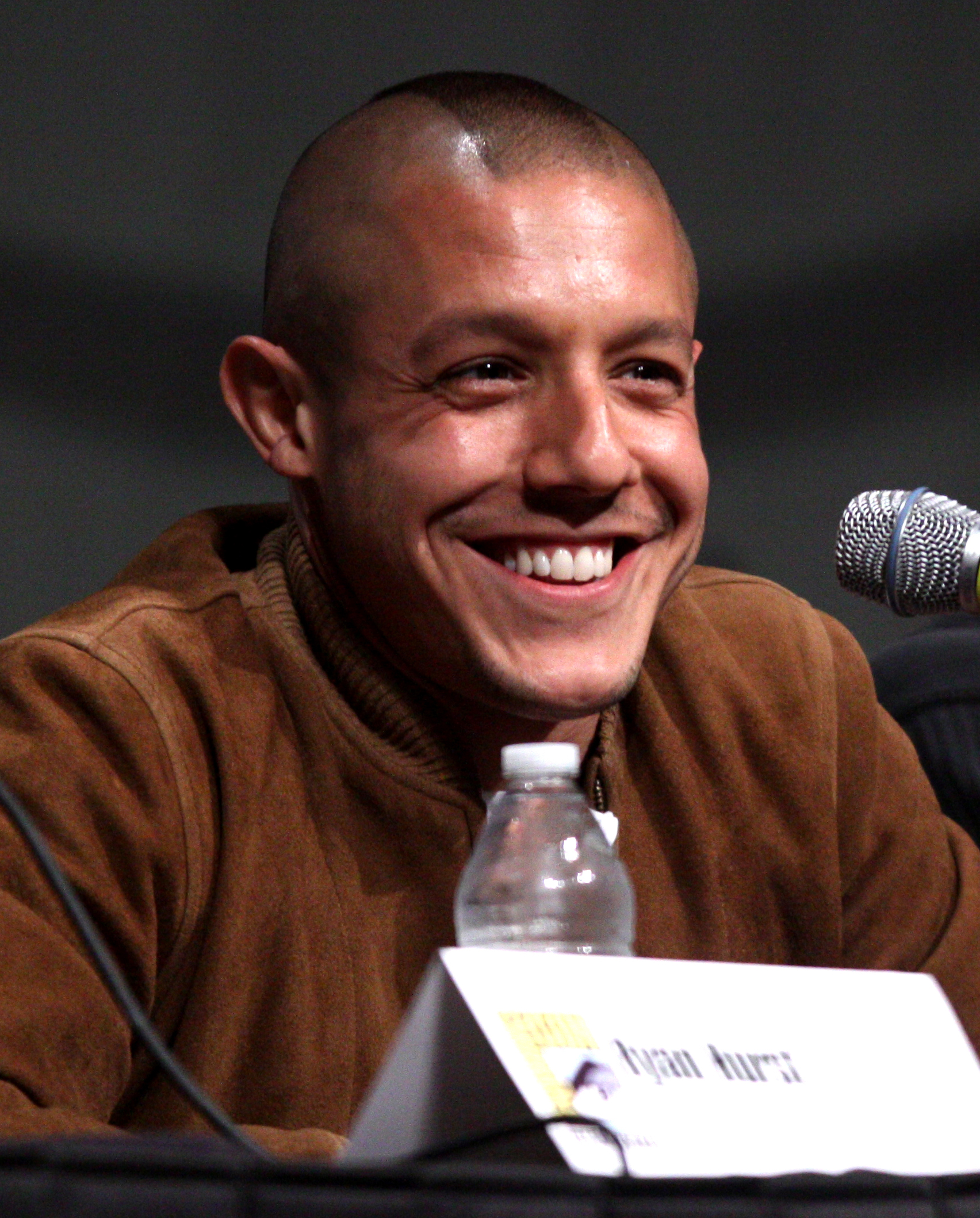
Theo Rossi
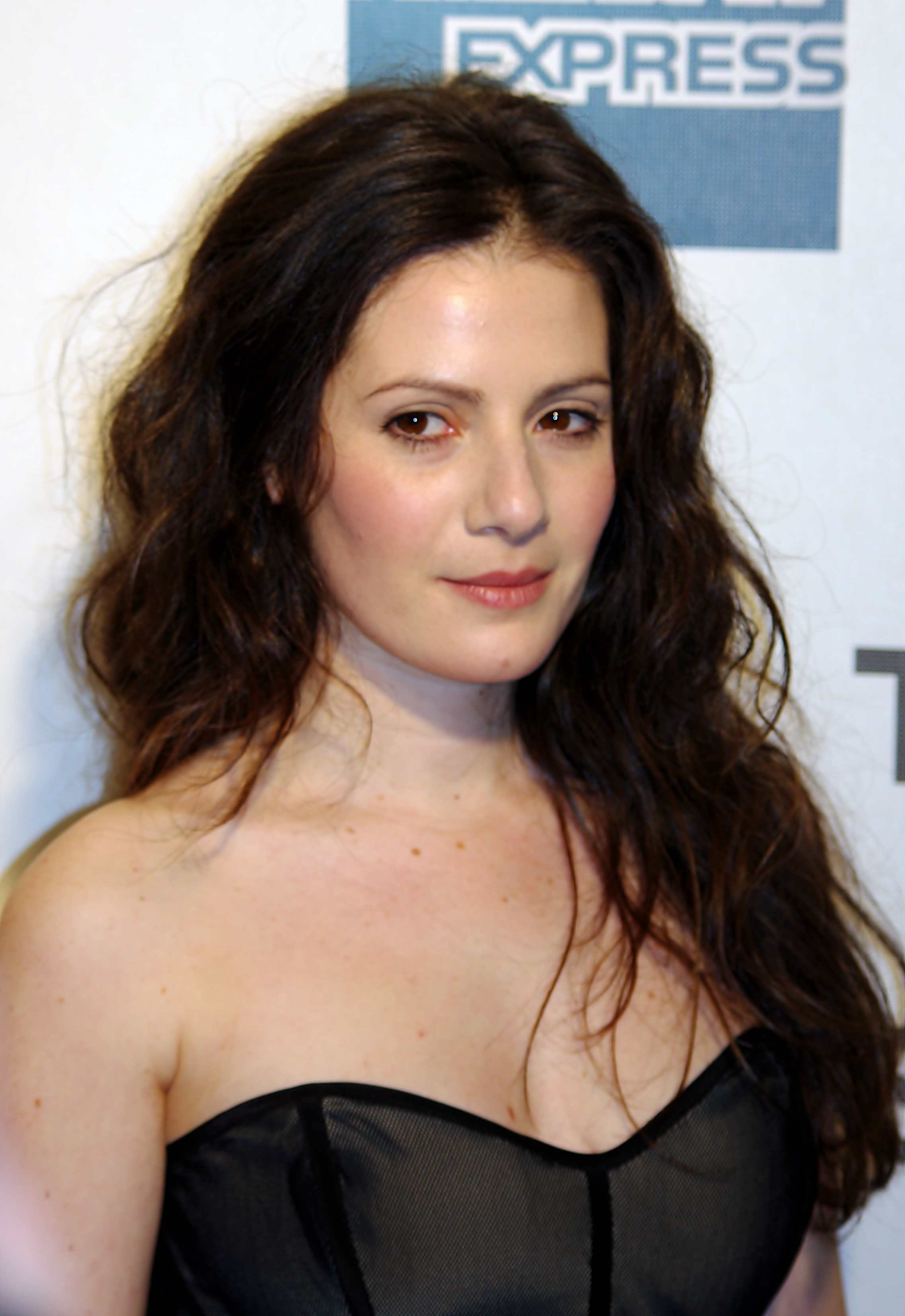
Aleksa Palladino

### Guest star
- Taj Maroni, interpretato da Aria Shahghasemi, doppiato da Alberto Franco.
Figlio di Sal e Nadia.
- Feng Zhao, interpretato da François Chau.
Capo della Triade.
- Sebastian Hady, interpretato da Rhys Coiro.
Deputato corrotto che ha pagato i suoi debiti di gioco con i fondi municipali.
- Francis Cobb da giovane, interpretata da Emily Meade, doppiata da Emanuela Damasio.
Madre di Oz, Benny e Jack.

## Produzione

### Sceneggiatura
La miniserie inizia una settimana dopo gli eventi di The Batman, a seguito dell'alluvione di Gotham City come raffigurato al termine del film. Farrell ha definito la miniserie come: «una storia oscura e molto complessa». La serie si svolge poco prima degli eventi del sequel del film The Batman – Parte II (2027), stabilendo una «piccola struttura» di piani che porteranno al film. Farrell ha affermato che la morte del capo del crimine Carmine Falcone in The Batman ha lasciato un vuoto di potere all'interno della malavita di Gotham, con conseguente contese di diverse forze. Ha aggiunto che la miniserie sarebbe stata «incredibilmente violenta» e che Oz avrebbe affrontato «ostacoli eccezionali». Clark ha dichiarato che avrebbe mostrato la scalata al potere di Oz e ha paragonato la miniserie a Scarface (1983). Ha aggiunto che la serie doveva essere una storia a sé stante da The Batman e migliorerebbe l'esperienza di visione del film. Reeves ha citato Quel lungo venerdì santo (1980) come ulteriore influenza e ha asserito che la serie riguardava il sogno americano, con Oz come: «sottovalutato... nessuno pensa che sia capace di fare nulla, [ma lui] crede in se stesso con una cruenta violenza». Sarah Aubrey, la responsabile delle serie originali di HBO Max, ha detto che l'obiettivo della miniserie era quello di esplorare la vita di Oz che è radicata nelle strade di Gotham e lo ha descritto come «un truffatore e stratega con le proprie ambizioni».
LeFranc, Erika L. Johnson, Noelle Valdivia, John McCutcheon, Breannah Gibson, Shaye Ogbonna, Nick Towne e Vladimir Cvetko sono gli sceneggiatori della miniserie. LeFranc ha scritto la sceneggiatura della puntata pilota all'inizio del marzo 2022. Farrell ha letto la sceneggiatura della prima puntata nella metà di ottobre 2022 e l'ha definita allettante e insolita, entusiasta di esplorare ulteriormente la «magnificenza di Oz» che Reeves ha immaginato per il personaggio. Le sceneggiature sono state completate nel maggio 2023.

### Casting
Quando è stato rivelato che lo sviluppo della miniserie era in corso nel settembre 2021, Farrell era vicino al riprendere il suo ruolo del Pinguino da The Batman, ma non era contrattualmente obbligato. Nel dicembre seguente, Farrell è stato ingaggiato nel ruolo di protagonista e come produttore esecutivo. Ha descritto il lavoro con LeFranc un'esperienza collaborativa simile a quella con Reeves per The Batman. Nel marzo 2022 Reeves ha comunicato che c'era il potenziale anche per altri personaggi del film di apparire nella miniserie. Nell'ottobre dello stesso anno Cristin Milioti è stata assunta per interpretare la protagonista, Sofia Falcone. Nel febbraio 2023 Rhenzy Feliz è entrato nel cast come Victor Aguilar. Nello stesso mese Michael Kelly, Shohreh Aghdashloo e Deirdre O'Connell sono stati annunciati nel cast interpretando rispettivamente Johnny Vitti, Nadia Maroni e Francis Cobb.
Nel marzo seguente, diversi attori sono stati scelti in ruoli ricorrenti: Clancy Brown,  Michael Zegen, James Madio, Scott Cohen, e Theo Rossi. Carmen Ejogo, François Chau e David H. Holmes sono stati annunciati in aprile, mentre Craig Walker è stato confermato nel novembre 2023. Nel gennaio 2024 sono stati rivelati nel cast Jared Abrahamson e Mark Strong, che aveva già interpretato il Dottor Sivana nel DC Extended Universe (DCEU). La presenza di Strong è stata svelata nel maggio seguente, impersonando Carmine Falcone nei flashback; Strong rimpiazza John Turturro che ha interpretato il personaggio in The Batman. LeFranc ha confermato che Turturro non era disponibile per riprendere il ruolo a causa di conflitti di programmazione, così è stato sostituito da Strong nella miniserie.
Nel febbraio 2023 Robert Pattinson era stato annunciato per riprendere il suo ruolo di Bruce Wayne / Batman da The Batman nella miniserie, anche se non era chiaro se il personaggio sarebbe apparso come Batman. La presenza di Pattinson è stata riaffermata nel giugno 2024 con un cameo in almeno una puntata. LeFranc ha affermato nell'agosto seguente che Batman non sarebbe apparso nella miniserie.

### Riprese
La lavorazione è iniziata il 1º marzo 2023, a New York, con il titolo di lavorazione Boss. Il lavoro nello studio di registrazione è avvenuto ai Silvercup Studios North nel Queens. Le riprese dovevano avere luogo nella contea di Westchester il 16 maggio, quando gli scioperanti hanno partecipato allo sciopero della Writers Guild of America, causando la chiusura della produzione per quel giorno. Nel giugno la produzione è stata sospesa fino al termine dello sciopero. Ci si aspettava che le riprese si svolgessero in cinque o sei mesi, e Kelly aveva ancora un giorno di riprese da completare prima che le riprese venissero sospese. Lo sciopero degli sceneggiatori è terminato nel tardo settembre 2023, mentre quello della SAG-AFTRA il 9 novembre. All'epoca, le riprese della serie dovevano riprendere alla fine del mese ed erano considerate una priorità da Warner Bros. Le riprese sono ricominciate il 27 novembre 2023 nel Bronx e a Whitestone, nel Queens, il giorno dopo. Kelly ha completato di girare le sue scene nel gennaio 2024, con le riprese che si sono concluse il 17 febbraio seguente.

### Colonna sonora
Mick Giacchino, figlio del compositore di The Batman Michael Giacchino, ha composto la colonna sonora della miniserie.

## Promozione
Il primo trailer della miniserie è stato diffuso il 22 marzo 2024.

## Distribuzione
The Penguin ha debuttato negli Stati Uniti su HBO il 19 settembre 2024 ed è composta da otto puntate. Le successive sette puntate sono state trasmesse dal 29 settembre al 10 novembre 2024. La miniserie è stata distribuita in streaming su Max. Inizialmente avrebbe dovuto debuttare per la metà del 2024, ma è stata rinviata a causa del doppio sciopero a Hollywood. Nel maggio 2024, Sky Group ha acquisito i diritti di trasmissione di The Penguin in tutta Europa, con la miniserie che è andata in onda in contemporanea con gli Stati Uniti su Sky Atlantic e sul servizio di streaming di Sky Now. Nel giugno 2024, dopo che WBD aveva spostato molte delle sue serie pianificate per Max ad alto budget basate sulle loro proprietà intellettuali per renderle invece originali HBO a partire dal 2025, Casey Bloys, AD di HBO e Max Content, ha affermato che The Penguin era «ovviamente adatta come originale HBO», ma che non potesse essere modificata in tal senso perché avevano già iniziato a licenziarla internazionalmente sotto etichetta Max. Il mese successivo, la serie è stata spostata per debuttare su HBO dopo che la questione del branding è stata risolta.

### Edizione italiana
La direzione del doppiaggio è a cura di Rodolfo Bianchi, su dialoghi di Valerio Piccolo, per conto di Studio Emme.

## Accoglienza

### Critica
La miniserie ha ricevuto recensioni positive dalla critica. Rotten Tomatoes ha una percentuale di gradimento del 95% basato su 177 recensioni con un voto medio di 8,15 su 10. Il consenso critico del sito cita: «Raffigurando Gotham attraverso pugni che spezzano le ossa piuttosto che inserendo onomatopee, The Penguin è una saga criminale concreta, resa autorevole dalla serietà di Colin Farrell e da un'interpretazione mozzafiato di Cristin Milioti». Su Metacritic ha assegnato un punteggio di 72 su 100 basato su 41 recensioni, indicando "recensioni generalmente favorevoli".

### Visualizzazioni
La prima puntata di The Penguin ha raggiunto i 5,3 milioni di telespettatori cumulativi negli Stati Uniti nei primi quattro giorni di disponibilità, inclusi entrambi gli spettatori di HBO e gli streaming su Max, ottenendo così il miglior risultato per una nuova serie dal lancio di The Last of Us nel 2023.

## Riconoscimenti
- 2025 – Critics' Choice Awards[59][60]
  - Miglior attore protagonista in una miniserie o film TV a Colin Farrell
  - Miglior attrice protagonista in una miniserie o film TV a Cristin Milioti
  - Candidatura alla miglior miniserie televisiva
  - Candidatura alla miglior attrice non protagonista in una miniserie o film TV a Deirdre O'Connell
- 2025 – Premio Emmy[61]
  - Candidatura alla miglior miniserie o serie antologica
  - Candidatura al miglior attore in una miniserie, serie antologica o film TV a Colin Farrell
  - Candidatura alla miglior attrice in una miniserie, serie antologica o film TV a Cristin Milioti
  - Candidatura alla miglior attrice non protagonista in una miniserie, serie antologica o film TV a Deirdre O'Connell
  - Candidatura alla miglior regia per una miniserie, serie antologica o film TV a Helen Shaver e Jennifer Getzinger per le puntate Cent'anni e Una grave o piccola colpa
  - Candidatura alla miglior sceneggiatura in una miniserie, serie antologica o film TV per la puntata Una grave o piccola colpa
  - Candidatura alla miglior scenografia in una serie contemporanea (un'ora o più) per la puntata Ritorno a casa
  - Candidatura al miglior componimento musicale per una miniserie, film TV o speciale per la puntata Dopo la chiusura
  - Candidatura ai migliori effetti speciali in un singolo episodio per la puntata Bliss
  - Candidatura al miglior missaggio sonoro per una miniserie o film TV a Mick Giacchino per la puntata Dopo la chiusura
  - Candidatura al miglior montaggio sonoro per una miniserie, serie antologica, film TV o speciale per la puntata Dopo la chiusura
  - Candidatura al miglior trucco prostetico per la puntata Dopo la chiusura
  - Candidatura al miglior trucco contemporaneo non prostetico per la puntata Cent'anni
  - Candidatura al miglior montaggio dell'immagine per una miniserie, serie antologica o film TV per le puntate Bliss, Cent'anni e Una grave o piccola colpa
  - Candidatura al miglior serie emergente sui social media per la puntata Cent'anni
  - Candidatura alla miglior esibizione stunt per la puntata Cappello a cilindro
  - Candidatura alla miglior coordinazione stunt per una serie drammatica
- 2025 – Golden Globe[62][63]
  - Miglior attore in una miniserie, serie antologica o film TV a Colin Farrell
  - Candidatura alla miglior miniserie, serie antologica o film TV
  - Candidatura alla miglior attrice in una miniserie, serie antologica o film TV a Cristin Milioti
- 2025 – Saturn Award[64][65]
  - Miglior attore in una serie televisiva a Colin Farrell
  - Miglior attrice non protagonista in una serie televisiva a Cristin Milioti
  - Candidatura alla miglior serie televisiva di supereroi
  - Candidatura al miglior giovane attore in una serie televisiva a Rhenzy Feliz
- 2025 – Satellite Award[66][67]
  - Miglior attore in una miniserie o film TV a Colin Farrell
  - Candidatura alla miglior miniserie o film TV
  - Candidatura alla miglior attrice in una miniserie o film TV a Cristin Milioti
- 2025 – Screen Actors Guild Award[68][69]
  - Migliore attore in un film televisivo o miniserie a Colin Farrell
  - Candidatura alla migliore attrice in un film televisivo o miniserie a Cristin Milioti
  - Candidatura alla miglior controfigura televisiva
- 2025 – Gotham Awards[70]
  - Candidatura alla miglior interpretazione da protagonista in una miniserie a Cristin Milioti
- 2025 – Astra TV Awards[71][72]
  - Miglior attore in una miniserie o film TV a Colin Farrell
  - Miglior attrice in una miniserie o film TV a Cristin Milioti
  - Miglior cast in una miniserie o film TV
  - Candidatura alla miglior miniserie
  - Candidatura al miglior attore non protagonista in una miniserie o film TV a Clancy Brown
  - Candidatura alla miglior attrice non protagonista in una miniserie o film TV a Deirdre O'Connell
  - Candidatura alla miglior regia in una miniserie o film TV a Helen Shaver per Cent'anni
  - Candidatura alla miglior sceneggiatura in una in una miniserie o film TV a Lauren LeFranc per Una grave o piccola colpa